# Salda buenoi
Salda buenoi är en insektsart som först beskrevs av Mcdunnough 1925.  Salda buenoi ingår i släktet Salda och familjen strandskinnbaggar. Inga underarter finns listade i Catalogue of Life.